# Bataille d'Ancrum Moor
Rough Wooing
Batailles
Édimbourg (1544) - Ancrum Moor (1545) - Pinkie Cleugh (1547) - Broughty (1547-1550) - Haddington (1548-1549) - Ambleteuse (1549)
La bataille d'Ancrum Moor se déroula pendant les guerres du « rough wooing » en 1545. La victoire écossaise mit temporairement une fin aux pillages anglais à la frontière écossaise et dans les lowlands.

## Contexte
Avec la mort de Jacques V d'Écosse, le trône d'Écosse résidait entièrement en la jeune Marie Ire d'Écosse. Ceci constituait une occasion unique pour le roi Henri VIII d'Angleterre de réunir les royaumes d'Angleterre et d'Écosse en mariant Marie à son fils Édouard. Cependant, les approches diplomatiques échouèrent : en décembre 1543, le parlement écossais rejeta le traité de mariage dit de Greenwich, et renouvela son alliance avec la France. Henri entame alors une politique guerrière pour pousser l'Écosse à accepter le mariage, qui est connue de nos jours sous le nom de « rough wooing » et consiste en de brèves incursions au-delà de la frontière. En particulier, les nobles écossais Archibald Douglas, comte d'Angus, et son frère sir George Douglas, avaient été au service d'Henri pour plusieurs années mais il perdit foi en leur prétendue fidélité lorsqu'ils furent excusés par le parlement pour leurs trahisons. Au moment même où Angus tentait de conserver son jeu double en affirmant en privé aimer sa majesté le roi Henri plus que tout homme, Henri offrait 2000 couronnes pour sa capture et 1000 pour celle de son frère, et il accorda également à l'Anglais sir Ralph Eure (en) toutes les terres qu'il pourrait conquérir sur Angus, c'est-à-dire dans le Merse et Teviotdale. Angus, apprenant ceci, déclara à propos de Ralph Eure qu'il écrirait un acte de propriété « sur sa peau avec des plumes aiguisées et une encre sanglante ». Eure pénètre dans Melrose et saccage les tombes des Douglas. En réponse, Angus s'allie au comte d'Arran, alors régent d'Écosse, et ils sont rejoints par le chef du Clan Scott, Walter Scott de Branwholme et Buccleuch (en), noble de la frontière qui fut particulièrement actif pendant le rough wooing. Ensemble, ils confrontent l'armée anglaise à proximité de Jedburgh le 27 février 1545.

## Bataille
L'armée anglaise consistait en 3 000 mercenaires allemands et espagnols, 1 500 Anglais de la frontière sous le commandement de sir Brian Layton (en), et 700 Écossais de la frontière (qui n'étaient loyaux à personne en particulier et peuvent être considérés comme des maraudeurs). Cette armée installa son campement sous Gersit Law lorsqu'une petite troupe écossaise feignit une attaque puis se retira au sud-ouest vers Palace Hill. Le gros des forces anglaises poursuivit les Écossais et, lorsqu'ils atteignirent le sommet de Palace Hill, ils furent attaqués par l'ensemble de l'armée écossaise qui se cachait sur le versant éloigné de la colline. Les Écossais profitèrent de l'effet de surprise, du soleil qui était derrière eux et éblouissait les Anglais, ainsi que du vent venant de l'ouest qui poussait la fumée des arquebuses et pistolets vers les Anglais. Les Anglais furent poussés à se replier en désordre par l'attaque écossaise. Ils tentèrent d'arriver aux pentes de Palace Hill mais les maraudeurs écossais qui constituaient une partie de leur armée choisirent cet instant pour retourner leur allégeance : l'armée anglaise brisée fut contrainte à s'éparpiller dans une campagne qui lui était hostile.

## Conséquences
Les Anglais déplorèrent la perte de 800 hommes, parmi lesquels Ralph Eure et Brian Layton, ainsi que 1 000 prisonniers. Ils mirent temporairement un terme à leur harcèlement de l'Écosse. Le rough wooing connut une courte pause avec le décès du roi Henri, mais reprit avec encore plus de violence lorsque Edward Seymour devint régent d'Angleterre durant la minorité de son neveu Édouard.